# Torre Apponale
La torre Apponale è un edificio storico di Riva del Garda che risale al XIII secolo.

## Origine del nome
La torre si trova sull'antica via che univa la zona del Ponale col Brione ed ebbe a lungo il ruolo di controllo del porto di ponente, il più importante della città. Il nome della torre ha questa origine.

## Storia

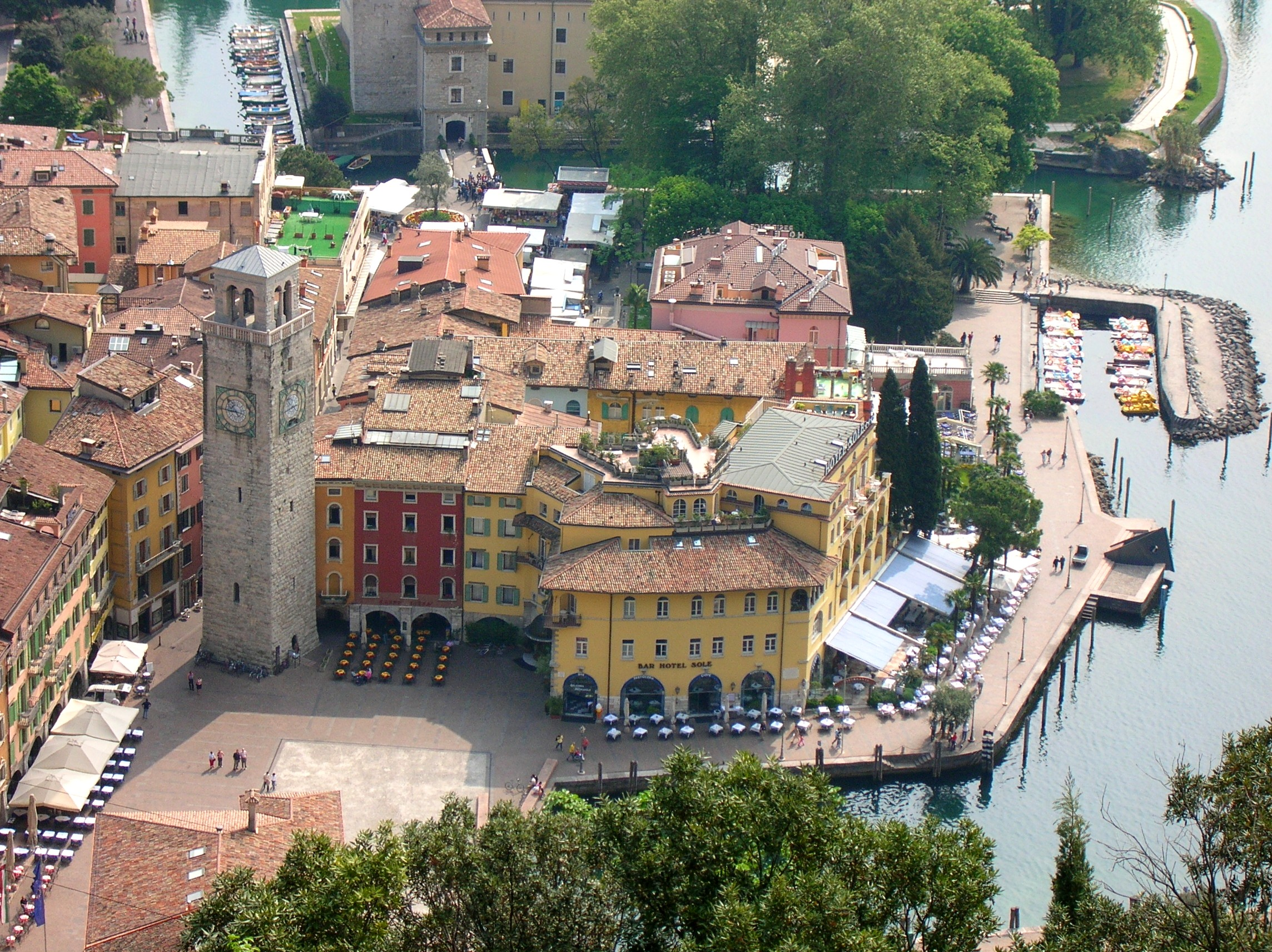
Centro di Riva del Garda visto dal Bastione. Al centro la piazza Tre Novembre con la torre e, sullo sfondo, la Rocca.

La torre fu edificata nel XIII secolo con la funzione di avvistamento e difesa del centro storico e del porto di Riva del Garda. 

Il porto di Riva del Garda verso la fine del XIX secolo. Si nota, sulla torre, l'antica copertura a cipolla che venne tolta negli anni venti.

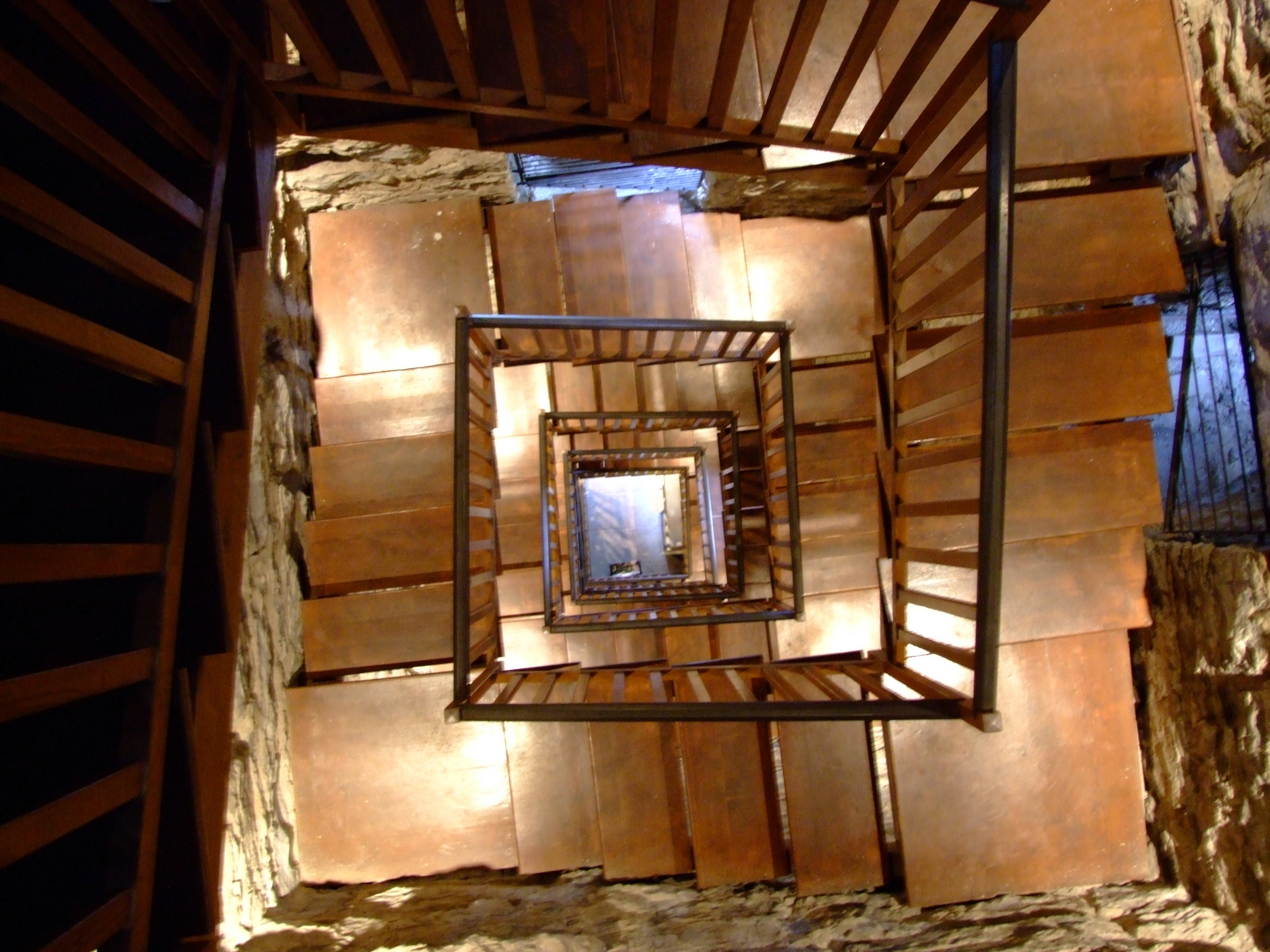
La scala interna della torre.

Fu probabilmente la nobile famiglia rivana dei Bonvicini a farla costruire malgrado la volontà contraria del principe vescovo Federico Vanga. Venne ordinata la sua distruzione ma dopo alcune trattative i Bonvicini ne cedettero la proprietà al Vanga e ne conservarono il beneficio feudale.
Attorno al 1555 venne sopraelevata e negli anni venti fu oggetto di importanti restauri e modifiche che ebbero come risultato principale quello di rimuovere la precedente copertura della parte apicale, a cipolla.
Un nuovo ciclo di restauri venne realizzato nel 2002, e da quella data è stata resa di nuovo agibile anche per le visite turistiche la scala interna.

## Descrizione
La torre Apponale ha un'altezza di 34 metri e si trova in piazza Tre Novembre, nella sua parte orientale, e si affaccia direttamente sul vecchio porto della città. Il palazzo Pretorio si trova a ovest mentre la Rocca si trova ad est della torre.
Ha un orologio e la sua parte sommitale è ingentilita da una bandiera segnavento sagomata chiamata Anzolim de la Tor, divenuto simbolo della città di Riva.